# Preconscient
En psicoanàlisi, la paraula preconscient s'aplica a pensaments que són inconscients en un moment en particular, però que no estan reprimits i que per tant poden esdevenir conscients.